# Parafia Zaśnięcia Najświętszej Maryi Panny w Astrachaniu
Parafia Zaśnięcia (Wniebowzięcia) Najświętszej Maryi Panny w Astrachaniu – rzymskokatolicka parafia znajdująca się w Astrachaniu, w diecezji św. Klemensa w Saratowie w dekanacie astrachańskim. Parafię prowadzą franciszkanie konwentualni.

## Historia
Parafia powstała około 1610 roku, co czyni ją jedną z najstarszych parafii katolickich w Rosji. Pierwsi parafianie przybyli do miasta z Armenii, uchodząc przed prześladowaniami osmańskimi. Obecny kościół fundacji włoskich kapucynów powstał w 1762 roku. Parafię prowadzili kapucyni, franciszkanie, jezuici i księża diecezjalni z różnych krajów Europy.
Kościół został zamknięty, a następnie wraz z cmentarzem zniszczony i rozgrabiony przez komunistów po rewolucji październikowej. W kolejnych latach służył jako skład, sklep, stolarnia i muzeum. Po upadku Związku Socjalistycznych Republik Radzieckich zwrócony katolikom i wyremontowany. W latach 1992–2000 proboszczem był ks. Krzysztof Niemyjski, który w 2000 został otruty. W 2001 parafia została powierzona polskim franciszkanom konwentualnym. Później misja franciszkańska przeszła do Kustodii św. Franciszka w Moskwie.